# Comuna Strîiivka, Zbaraj
Strîiivka (în ucraineană Стриївка) este o comună în raionul Zbaraj, regiunea Ternopil, Ucraina, formată din satele Strîiivka (reședința) și Travneve.

## Demografie
Componența lingvistică a comunei Strîiivka
     Ucraineană (98,73%)
     Rusă (1,27%)
Conform recensământului din 2001, majoritatea populației comunei Strîiivka era vorbitoare de ucraineană (98,73%), existând în minoritate și vorbitori de rusă (1,27%).